# Ausson
Ausson – miejscowość i gmina we Francji, w regionie Oksytania, w departamencie Górna Garonna.
Według danych na rok 1990 gminę zamieszkiwało 547 osób, a gęstość zaludnienia wynosiła 125 osób/km² (wśród 3020 gmin regionu Midi-Pyrénées Ausson plasuje się na 556. miejscu pod względem liczby ludności, natomiast pod względem powierzchni na miejscu 1541.).